# Laurent Grimmonprez
Laurent Grimmonprez (14 de dezembro de 1902 - 22 de maio de 1984) foi um futebolista belga que competiu na Copa do Mundo FIFA de 1934.